# Макар Василь Львович
Макар Василь (Псевдо: «Безрідний», «Будженко», «Каруспун», «Сіроманець», «Черник») (* 23 вересня 1908, с. Поториця, Сокальський повіт, Королівство Польське — † 23 квітня 1944, Броневський ліс, Березнівський район, Рівненська область) — крайовий референт СБ ОУН ПЗУЗ (Північно-західні українські землі, тобто Волинь і Полісся). Підполковник контррозвідки УПА (посмертно).
Лицар Золотого Хреста Заслуги
Брат Володимира Макара.

## Життєпис
Народився 23 вересня 1908 у селі Поториця (тепер Шептицький район, Львівська область). Закінчив початкову школу.
Засуджений у 1932 році до 8 років за приналежність до ОУН. Завдяки амністії вийшов на волю у 1936. Організаційний і фінансовий референт повітового проводу ОУН Сокальщини протягом 1936–1937.
Керівник першого повстансько-бойового відділу «Вовки» на Сокальщині. Заарештований у серпні 1937, але невдовзі звільнений. Повітовий провідник ОУН Сокальщини у 1938 році.
У 1939–1941 роках керівник переходу кордону членами ОУН.
У 1942–1944 роках крайовий референт СБ ОУН ПЗУЗ (Північно-західні українські землі, тобто Волинь і Полісся).
Загинув у бою з військами НКВС, застрілившись у безвихідному становищі. Підполковник контррозвідки УПА (посмертно).

## Нагороди
- Згідно з Постановою УГВР від 8.10.1945 р. і Наказом Головного військового штабу УПА ч. 4/45 від 11.10.1945 р. референт СБ крайового проводу ОУН ПЗУЗ Василь Макар – «Безрідний» нагороджений Золотим хрестом заслуги УПА.

## Вшанування пам'яті
- 22.04.2018 р. від імені Координаційної ради з вшанування пам’яті нагороджених Лицарів ОУН і УПА у м. Сокаль Львівської обл. Золотий хрест заслуги УПА (№ 021) переданий Ганні Томчук, племінниці Василя Макара – «Безрідного».